# HK Košice
HK Košice  es un club deportivo de balonmano de Kosice, Eslovaquia. Košice ganó la Liga de Eslovaquia en dos ocasiones, 1997 y 1999.

## Palmarés
- Liga de Checoslovaquia : 1978, 1981, 1989
- Copa de Checoslovaquia : 1980
- Liga de Eslovaquia:1997 y 1999
- Copa de Eslovaquia: 1979, 1980, 1983, 1992, 1995, 1996, 1998, 1999, 2003[2]